# 365 dni: Ten dzień
365 dni: Ten dzień (ang. 365 Days: This Day) – polski fabularny film erotyczny z 2022 w reżyserii Barbary Białowąs i Tomasza Mandesa. Oparty jest na książce Ten dzień Blanki Lipińskiej. Kontynuacja erotyku 365 dni.
Film został wydany 27 kwietnia 2022 na platformie Netflix na całym świecie.

## Obsada
| Aktor                  | Rola                   |
| ---------------------- | ---------------------- |
| Anna-Maria Sieklucka   | Laura Torricelli       |
| Michele Morrone        | Don Massimo Torricelli |
| Michele Morrone        | Adriano                |
| Simone Susinna         | Nacho                  |
| Magdalena Lamparska    | Olga                   |
| Otar Saralidze         | Domenico               |
| Ewa Kasprzyk           | Klara                  |
| Dariusz Jakubowski     | Tomasz                 |
| Ramón Langa            | Don Matos              |
| Natasza Urbańska       | Anna                   |
| Tomasz Mandes          | Tommaso                |
| Blanka Lipińska        | Elena                  |
| Natalia Siwiec         | Emi                    |
| Karolina Pisarek       | Amelia                 |
| Robert Wabich          | ksiądz                 |
| Sławomir Mandes        | Włoch                  |
| Rafal Iwaniuk          | ochroniarz             |
| Robert Zdębski         | włoski ochroniarz      |
| Tomasz Malesa          | włoski ochroniarz      |
| Marcin Matlak          | hiszpański ochroniarz  |
| Paweł Baryła           | hiszpański ochroniarz  |
| Anna Kopytowska        | Sorina                 |
| Marta Morawska         | Beach Girl             |
| oraz tancerze i muzycy |                        |

## Produkcja
Zdjęcia kręcono w Polsce i we Włoszech (głównie na Sardynii) w następujących lokacjach:
- Warszawa;
- Uniejów (scena ślubu);
- Cagliari;
- Katania (klasztor San Nicolò l'Arena);
- prowincja Nuoro (Golfo di Orosei, Ogliastra);
- prowincja Sassari (Badesi, Castelsardo, Gallura, Olbia, Palau);
- prowincja Sud Sardegna (Isola Rossa)[6][7]

## Odbiór
W dniu premiery, 27 kwietnia 2022, Ten dzień był najczęściej oglądanym filmem na platformie Netflix w 74 państwach, a dzień później w 83. W ciągu pierwszego tygodnia po premierze udało mu się nieustannie utrzymać na pierwszej pozycji w ponad 60. krajach.
Produkcja spotkała się jednak z dużą falą krytyki, osiągając oceny ze średnią 2.6/10 w IMDb, stając się 10. najgorszym filmem na świecie, a także 2.1/10 w bazie Filmweb (w tym 1.2/10 wśród ocen krytyków). W serwisie Rotten Tomatoes osiągnął 0% pozytywnych opinii. Amerykański serwis branżowy Metacritic uznał film za najgorszy film 2022 roku.
W 2023 film otrzymał trzy Węże w kategoriach: „Najgorszy sequel, prequel bądź znowu ta sama historia”, „Najgorszy duet na ekranie” i „Najgorsza rola żeńska” (Anna-Maria Sieklucka).

## Muzyka
W proces tworzenia ścieżki dźwiękowej zaangażowanych było wielu z polskich i zagranicznych artystów muzycznych, m.in. Michele Morrone czy Bryska. W sountracku znalazły się takie single jak „You Were In Love”, „Another Day”, czy „Don’t Mess With My Mind”. Na potrzeby filmu Marissa wydała minialbum Stranger z trzema utworami z Tego dnia. Piosenki te osiągnęły ogromny sukces w serwisach streamingowych, z czego najpopularniejszą okazał się tytułowy utwór „365 Days” Marissy i EMO. Dostał się on na wysokie pozycje wielu państw na całym świecie (m.in. nr 1 w Niemczech czy Norwegii). W aplikacji Shazam dostał się na 3. pozycję listy Shazam Top 200.

### Ścieżka dźwiękowa[23]
| Nr  | Tytuł utworu                      | Tytuł                                                      | Długość |
| --- | --------------------------------- | ---------------------------------------------------------- | ------- |
| 1.  | „365 Days”                        | EMO & Marissa                                              |         |
| 2.  | „Ave Maria”                       | Franz Schubert                                             |         |
| 3.  | „My Girl”                         | Oskar Cyms                                                 |         |
| 4.  | „On It”                           | EMO                                                        |         |
| 5.  | „Mi Amor”                         | J. J. Abel, gościnnie: Carla Fernandes                     |         |
| 6.  | „If U Like That”                  | Marissa                                                    |         |
| 7.  | „City of Sand”                    | Adam Peters                                                |         |
| 8.  | „Don’t Mess With My Mind”         | EMO                                                        |         |
| 9.  | „It Feels Like Home”              | Nairobiee, Kurt Karver, Jim Lord, Aldous Finch             |         |
| 10. | „Nothing To Loose”                | Marien                                                     |         |
| 11. | „You Were In Love”                | bryska                                                     |         |
| 12. | „All I Want Is You for Christmas” | The Fun Machine                                            |         |
| 13. | „XMAS”                            | Ian Scott                                                  |         |
| 14. | „Promises”                        | EMO                                                        |         |
| 15. | „Trouble Maker”                   | Marien                                                     |         |
| 16. | „Voices Of Spring”                | Royal Philharmonic Orchestra, Peter Guth                   |         |
| 17. | „Strauss: Wine, Women & Song”     | Royal Philharmonic Orchestra, Peter Guth                   |         |
| 18. | „Quintessence”                    | Bleeding Fingers Music                                     |         |
| 19. | „Secrets”                         | Natalia Krakowiak                                          |         |
| 20. | „Aprile”                          | Compagnia D’Opera Italiana, Antonello Gotta, Stefano Secco |         |
| 21. | „Complicated”                     | Ian Scott                                                  |         |
| 22. | „Give Me Some Love”               | Tynsky                                                     |         |
| 23. | „Eyes On Target”                  | Nexus Trix, Red Earth                                      |         |
| 24. | „Good To Me”                      | EMO                                                        |         |
| 25. | „Winter Summer”                   | Jhn McFly, gościnnie: Tynsky                               |         |
| 26. | „Dos Horas”                       | J. J. Abel, gościnnie: Daniel Rondon & Kuinvi              |         |
| 27. | „By Your Side”                    | Marissa                                                    |         |
| 28. | „Show Me”                         | Ian Scott                                                  |         |
| 29. | „Never Again”                     | Tommy Docherty                                             |         |
| 30. | „Be Mine (Remix)”                 | Naomi August                                               |         |
| 31. | „The Calling (EPIX Remix)”        | The Rigs                                                   |         |
| 32. | „The End”                         | Marissa                                                    |         |
| 33. | „EMO”                             | Marissa                                                    |         |
| 34. | „Another Day”                     | Michele Morrone                                            |         |
| 35. | „I Don’t Care”                    | DJ Khalil                                                  |         |